# Cornelis Lely
Cornelis Lely (ur. 23 września 1854 w Amsterdamie, zm. 22 stycznia 1929 w Hadze) – holenderski inżynier i polityk, gubernator Surinamu (1902–1905), trzykrotny minister gospodarki wodnej (1891–1894, 1897–1901, 1913–1918), przyczynił się do opracowania i realizacji projektu zamknięcia i osuszenia zatoki Zuiderzee. Na jego cześć nazwano miasto Lelystad.

## Życiorys

### Młodość
Cornelis Lely urodził się 23 września 1854 roku w Amsterdamie, był siódmym synem Jana Lely’ego, kupca zbożowego i nasiennego, oraz Adriany Marii Elisabeth van Houten .
Lely po ukończeniu liceum Hogereburgerschool w Amsterdamie podjął studia na politechnice w Delfcie, uzyskując w 1875 roku dyplom inżyniera . Przez jedenaście lat po ukończeniu studiów Lely podejmował jedynie prace tymczasowe . W latach 1875–1876 zajmował się niwelacją precyzyjną, następnie pracował przy projekcie śluzy w Spaarndam . Pod koniec 1876 roku był pracownikiem Kolei Państwowych, a w następnym roku nadzorował roboty publiczne w Zwolle, gdzie powierzono mu budowę śluzy . Jego szefem był wówczas główny inżynier J. van der Toorn .
Z polecenia swojego nauczyciela, prof. L. Cohena Stuarta, został zatrudniony przez ministra robót publicznych J. Tak van Poortvlieta (1839–1904) jako konsultant przy opracowywaniu projektu ustawy Kanalenwet zakwestionowanym w parlamencie . Projekt ustawy został ostatecznie odrzucony, ale Lely wyrobił sobie dobrą opinię .
22 grudnia 1881 roku ożenił się z Gerardą Jacobą van Rinsum, córką maklera z Amsterdamu, z którą miał trzech synów i jedną córkę .
W 1879 roku jeden z dawnych szefów Lely’ego, Van der Toorn, został przeniesiony do Hagi, gdzie zajmował się regulowaniem rzek . Lely wyjechał razem z nim, po czym powierzono mu projekt kanału Amsterdam-Tiel . Z powodu braku środków projektu nie zrealizowano . Lely odszedł na własną prośbę w 1881 roku i do 1883 roku zajmował się nadzorem niwelacji w Lejdzie . Następnie pracował jako inżynier w regionalnej radzie wodnej Waterschap De Schipbeek w Deventer, skąd z braku pieniędzy na realizację jego planów został zwolniony w 1885 roku . Lely wraz z rodziną musieli skorzystać ze wsparcia finansowego ojca . Po bezskutecznych poszukiwaniach pracy Lely ostatecznie zdecydował się w 1886 roku przyjąć posadę adiunkta w Delfce .

### Działalność polityczna
Od 1887 roku Lely był szefem komitetu ds. badań technicznych przy Radzie Zuiderzee, który zajmował się projektem zamknięcia i osuszenia zatoki Zuiderzee . Kontrakt Lely’ego kończył się, a on sam nosił się ok. 1890 roku z zamiarem wyjazdu do Brazylii . Latem 1891 roku otrzymał niespodziewaną propozycję objęcia stanowiska ministra gospodarki wodnej, handlu i przemysłu . Lely sprawował urząd ministra w latach 1891–1894 . Jako minister powołał państwową komisję mającą za zadanie zbadać, czy projekt dotyczący Zuiderzee powinien być zrealizowany, a sam został jej przewodniczącym . W swoim sprawozdaniu końcowym komisja opowiedziała się za realizacją projektu . Niecały miesiąc potem upadł gabinet Van Tienhovena, a nowy rząd nie podejmował żadnych decyzji w sprawie projektu .
W 1894 roku został wybrany na posła do Tweede Kamer – kandydował, by móc nadal wywierać wpływ na plany dotyczące osuszenia Zuiderzee . W 1895 roku powołano go na członka Królewskiej Akademii Nauk (niderl. Koninklijke Nederlandse Akademie van Wetenschappen) na Wydziale Fizyki .
W 1897 roku ponownie objął stanowisko ministra gospodarki wodnej, handlu i przemysłu . Podczas tej drugiej kadencji przyjęto w 1900 roku ustawę o wypadkach (niderl. Ongevallenwet), w 1901 roku ustawę o górnictwie (niderl. Mijnwet) oraz podjęto budowę nowego portu rybackiego w Scheveningen (1899) . Kosztorys zamknięcia i osuszenia Zuiderzee był dyskutowany w parlamencie w 1901 roku . W związku ze sprzeciwem ministra finansów inwestycja została ograniczona do budowy zapory Afsluitdijk oraz dwóch mniejszych, zachodnich polderów .
Po wyborach w 1901 roku Lely został członkiem Tweede Kamer, lecz nie znalazł się w rządzie, a jego projekt został wycofany . W 1902 roku został gubernatorem Surinamu i sprawował tę funkcję do 1905 roku . W latach 1905–1910 zasiadał ponownie w Tweede Kamer, a w latach 1910–1913 w Eerste Kamer . W 1905 roku politechnika w Delfcie nadała mu tytuł doktora honoris causa .
W latach 1908–1913 Lely sprawował również funkcję starosty (niderl. wethouder ) w Hadze . W latach 1906–1913 był przewodniczącym Rady Powierniczej Królewskiego Holenderskiego Instytutu Meteorologicznego .
W 1913 roku nowy premier Pieter Cort van der Linden (1846–1935) powierzył Lely’emu ministerstwo gospodarki wodnej . Lely objął stanowisko pod warunkiem realizacji planów osuszenie Zuiderzee . Parlament przyjął jego projekt ustawy w sprawie zamknięcia i osuszenia Zuiderzee w 1918 roku .

### Ostatnie lata
Lely był do śmierci przewodniczącym Rady Zuiderzee, która doradzała w przygotowaniu i realizacji prac w Zuiderzee . W latach 1918–1922 ponownie zasiadał w Tweede Kamer .
Zmarł 22 stycznia 1929 roku w Hadze .

## Upamiętnienie
Na cześć Lely’ego nazwano miasto Lelystad.